# Bacino del Truzzo
Il bacino del Truzzo è un lago artificiale italiano della Lombardia, in provincia di Sondrio, a un'altitudine di 2080 metri s.l.m., con una profondità massima di 104 metri, ed un bacino complessivo di 0,72 km². L’altezza massima del bacino imbrifero è di 3026 metri sul livello del mare. È presente anche una diga, che ingrandisce l’invaso originale. È raggiungibile da San Bernardo e da Campodolcino, attraverso il passo dell’Alpigia.
La diga alimenta 2 centrali idroelettriche: Centrale idroelettrica di San Bernardo e Centrale idroelettrica di Mese.